# Filogenija
Filogenija (ili ređe filogeneza, grčki φυλογένεση, složenica od φῦλον — “pleme”, “rodbina”, i γéνeσiς — “nastanak”) je razvoj živih bića, (biološka evolucija) kroz istoriju zemlje. Pojam nije ograničen samo na evoluciju životinjskih stabala nego uključuje i razvoj pojedinih taksona na svim nivoima sistematike. Koristi se i za karakterizaciju evolucije pojedinih osobina kroz razvojnu istoriju. Istraživanje filogeneze provodi se naročito: vrednovanjem morfoloških i anatomskih osobina fosila, upoređivanjem morfoloških, anatomskih i fizioloških osobina recentnih živih bića, upoređivanjem ortogeneze pretežno recentnih živih bića, analizom DNK, naročito pojedinih segmenata DNK i molekularno filogenetskim metodama. Iz ovih podataka može da se izradi filogenetsko stablo koje prikazuje pretpostavljene srodničke odnose.
Naučno teorijski problem filogenetskih istraživanja leži u činjenici, da filogeneza po pravilu ne može direktno da se posmatra, niti da se eksperimentalno ponove evolucijski procesi koji su se evidentno dešavali. Radi koliko toliko zaokruženih rekonstrukcija stabala porekla odnosno razvitka, neophodno je da se koriste dokazi koje prikupljaju razna druga naučna područja. Kod vrednovanja raznih osobina vrlo važno je razlikovati homologiju od analogije. Homologija, na primer homologni organi ili homologni način ponašanja pokazuju isti osnovni plan građe ili istu strukturu koja varira zavisno o ekološkim uslovima. Homologni organi mogu da imaju vrlo različitu namenu pa prema tome mogu da imaju i vrlo različit izgled. Tipičan primer homologije organa su prednji udovi kičmenjaka. Delom su se razvili u prednje udove za hodanje, ali drukčije oblikovani, mogu biti krila (ptice, pterosauria, šišmiši), peraje (ribe, pingvinke, ihtiosauri, kitovi), udovi za hvatanje (čovek, majmuni i neki pripadnici sauria) ili alat za kopanje (krtice, gola krtica, krtice tobolčari). Koštana podloga ovih udova u osnovu je ista. Isti način građe može da se objasni samo filogenezom. Homologije upućuju na filogenetsku srodnost i predstavljaju značajan dokaz za oblikovanje stabala srodnosti. Analogije, na primer analogni organi, pokazuju - ponekad zapanjujuću - spoljašnje sličnosti a pored toga imaju i iste funkcije, ali su se razvili nezavisno jedni od drugih konvergentnim razvojem. Tako oči dela glavonožaca i kičmenjaka spolja izgledaju isto, a imaju i istu funkciju. Tek kod detaljnije mikroskopske analize može da se utvrdi razlika u građi. Ontogenetska istraživanja pokazuju, da su se razvili iz različitih klicinih listića. Analogije nisu dokaz bliske filogenetske srodnosti. Upravo obrnuto, one po pravilu sugerišu odvojene razvojne puteve.
Vrhovi filogenetskog stabla mogu biti živi taksoni ili fosili i predstavljaju „kraj“ ili sadašnje vreme u evolucionoj liniji. Filogenetski dijagram može biti ukorenjen ili neukorenjen. Dijagram ukorenjenog stabla ukazuje na hipotetičkog zajedničkog pretka stabla. Neukorenjeni dijagram stabla (mreža) ne daje nikakve pretpostavke o liniji predaka, i ne pokazuje poreklo ili „koren“ dotičnih taksona ili pravac pretpostavljenih evolucionih transformacija.
Pored njihove upotrebe za zaključivanje filogenetskih obrazaca među taksonima, filogenetske analize se često koriste za predstavljanje odnosa između gena ili pojedinačnih organizama. Takve upotrebe su postale centralne za razumevanje biodiverziteta, evolucije, ekologije i genoma. U februaru 2021. godine, naučnici su izvestili o sekvenciranju DNK mamuta starog preko milion godina, najstarije sekvencionirane DNK do danas. Filogenetika je deo sistematike.

## Istorija
Termin „filogenija“ potiče od nemačke reči Phylogenie, koju je uveo Hekel 1866. godine, a darvinistički pristup klasifikaciji postao je poznat kao „filetički“ pristup.

### Hronologija ključnih tačaka
- 14. vek, lex parsimoniae (princip štedljivosti), Vilijam Okamski, engleski filozof, teolog i franjevački fratar, ali ideja zapravo seže do Aristotela, koncept prethodnika
- 1763, Bajesova verovatnoća, Rev. Tomas Bajes,[8] koncept prekurzora
- 18. vek, Pjer Simon (markiz de Laplas), možda prvi koji je koristio ML (maksimalna verovatnoća), koncept prethodnika
- 1809, teorija evolucije, Philosophie Zoologique, Žan Batist Lamark, koncept prekurzora, koji su u 17. i 18. veku nagovestili Volter, Dekart i Lajbnic, pri čemu je Lajbnic čak predložio evolucione promene kako bi objasnio da su mnoge uočene praznine postale sugerišući izumrle, druge su se transformisale, a različite vrste koje dele zajedničke osobine su možda u jednom trenutku bile jedna rasa,[9] što su takođe nagovestili neki rani grčki filozofi kao što su Anaksimandar u 6. veku pre nove ere i atomisti iz 5. veka pre nove ere, koji su predložili rudimentarne teorije evolucije[10]
- 1837, Darvinove sveske pokazuju evoluciono stablo[11]
- 1843, razlika između homologije i analogije (koja se sada naziva homoplazija), Ričard Oven, koncept prekurzora
- 1858, paleontolog Hajnrih Georg Bron (1800–1862) objavio je hipotetičko stablo da bi ilustrovao paleontološki „dolazak“ novih, sličnih vrsta nakon izumiranja starije vrste. Bron nije predložio mehanizam odgovoran za takve pojave, koncept prekurzora.[12]
- 1858, razrada evolucione teorije, Darvin i Volas,[13] takođe u Darvinovom poreklu vrsta sledeće godine, koncept prekurzora
- 1866, Ernst Hekel, prvi put objavljuje svoje evoluciono stablo zasnovano na filogeniji, koncept prekurzora
- 1893, Doluv zakon o karakternom stanju nepovratnosti,[14] koncept prekurzora
- 1912, ML je preporučio, analizirao i popularizovao Ronald Fišer, koncept prethodnika
- 1921, Tilard koristi termin „filogenetski” i pravi razliku između arhaičnih i specijalizovanih likova u svom sistemu klasifikacije[15]
- 1940, izraz „klada” skovao Lucien Kueno
- 1949, ponovno uzorkovanje nožem, Moris Kunoi (najavljen '46. od strane Mahalanobisa i proširen '58. od strane Tukeija), koncept prethodnika
- 1950, klasična formalizacija Vilija Heniga[16]
- 1952, metoda divergencije tlocrta Vilijama Vagnera[17]
- 1953, skovana „kladogeneza”[18]
- 1960, „kladistika” koji su skovali Kejn i Harison[19]
- 1963, prvi pokušaj da se koristi ML (maksimalna verovatnoća) za filogenetiku, Edvards i Kavali-Sforca[20]
- 1965.
  - Kamin-Sokal štedljivost, prvi kriterijum štedljivosti (optimizacije) i prvi kompjuterski program/algoritam za kladističku analizu i kamina i Sokala[21]
  - metoda kompatibilnosti karaktera, takođe nazvana analiza klika, koju su nezavisno uveli Kamin i Sokal (lok. cit.) i E. O. Vilson[22]
- 1966.
  - Engleski prevod Heniga[23]
  - termini „kladistika” i „kladogram” su skovani[24]
- 1969.
  - dinamičko i sukcesivno ponderisanje, Džejms Faris[25]
  - Vagnerova štedljivost, Kluge i Faris[26]
  - CI (indeks konzistentnosti), Kluge i Faris[26]
  - uvođenje kompatibilnosti parova za analizu klika, Le Kuesne[27]
- 1970, Vagnerova štedljivost generalizuje po Farisu[28]
- 1971. 
  - prva uspešna primena ML na filogenetiku (za proteinske sekvence), Neiman[23]
  - Fitch štedljivost, Fitch[24]
  - NNI (nearest sused interchange), prva strategija pretraživanja zamene grana, koju su nezavisno razvili Robinson[25] i Moore et al.
  - ME (minimalna evolucija), Kidd i Sgaramella-Zonta[26] (nije jasno da li je ovo metoda parne udaljenosti ili je povezana sa ML kako Edvards i Kavali-Sforca nazivaju ML „minimalna evolucija“)
- prva uspešna primena ML na filogenetiku (za proteinske sekvence), Neiman[29]
  - Fičova štedljivost[30]
  - NNI (razmena najbližih suseda), prva strategija pretraživanja zamene grana, koju su nezavisno razvili Robinson[31] i Mure et al.
  - ME (minimalna evolucija), Kid i Sgaramela-Zonta[32] (nije jasno da li je ovo metoda parne udaljenosti ili je povezana sa ML kako Edvards i Kavali-Sforca nazivaju ML „minimalna evolucija“)
- 1972, Adamsov konsenzus[33]
- 1976, sistem prefiksa za činove, Faris[34]
- 1977, Dolova štedljivost, Faris[35]
- 1979
  - Nelsonov konsenzus, Nelson[36]
  - MAST (podstablo maksimalnog dogovora)((GAS)podstablo najvećeg sporazuma), metoda konsenzusa, Gordon[37]
  - butstrap, Bredli Efron, koncept prekurzora[38]
- 1980, , prvi softverski paket za filogenetičku analizu, Felsenstajn
- 1981
  - konsenzus većine, Marguš i Makmoris[39]
  - strogi konsenzus, Sokal i Rolf[40]
  - prvi računarski efikasan ML algoritam, Felsenštajn[41]
- 1982
  - PHYSIS, Mikevič i Faris
  - grananje i vezivanje, Hendi i Peni[42]
- 1985
  - prva kladistička analiza eukariota zasnovana na kombinovanim fenotipskim i genotipskim dokazima Diana Lipskomba[43]
  - prvi broj časopisa Kladistika
  - prva filogenetička primena butstrapa, Felsenštajn[44]
  - prva filogenetička primena noža, Skot Lenjon[45]
- 1986, Maklad, Madison and Madison
- 1987, metoda spajanja suseda Sajtou i Nei[46]
- 1988,  (verzija 1.5), Faris
  - Bremerova podrška (indeks propadanja), Bremer[47]
- 1989
  - RI (indeks zadržavanja), RCI (rekalirani indeks konzistentnosti), Faris[48]
  - HER (odnos viška homoplazije), Arči[49]
- 1990
  - kombinujući komponentni (polu-strogi) konsenzus, Bremer[50]
  - SPR (orezivanje i presađivanje podstabla), TBR (sekcija stabla i ponovno povezivanje), Svoford i Olsen[51]
- 1991
  - DDI (indeks odlučnosti podataka), Golobof[52][53]
  - prva kladistička analiza eukariota zasnovana samo na fenotipskim dokazima, Lipskomb
- 1993, podrazumevano ponderisanje Golobova[54]
- 1994, redukovani konsenzus: RCC (redukovani kladistički konsenzus) za ukorenjena stabla, Vilkinson[55]
- 1995, redukovani konsenzus RPC (redukovani konsenzus particije) za neukorenjena stabla, Vilkinson[56]
- 1996, prve radne metode za BI (Bajesov zaključak) koje su nezavisno razvili Li,[57] Mau,[58] i Ranala i Jang,[59] i svi koriste MCMC (Markov lanac-Monte Karlo)
- 1998, TNT (Analiza stabla korišćenjem nove tehnologije), Golobof, Faris i Nikson
- 1999, Vinklada, Nikson
- 2003, simetrično ponovno uzorkovanje, Golobof[60]
- 2004, 2005, metrika similarnosti (koristeći aproksimaciju kompleksnosti Kolmogorova) ili NCD (normalizovana udaljenost kompresije), Li et al.,[61] Cilibrasi i Vitani.[62]

## Literatura
- Schuh, Randall T.; Brower, Andrew V.Z. (2009). Biological systematics : principles and applications (2. изд.). Ithaca: Comstock Pub. Associates/Cornell University Press. ISBN 978-0-8014-4799-0.
- Schuh, Randall T.; Brower, Andrew V.Z. (2009). Biological Systematics: principles and applications (2nd изд.). Ithaca: Comstock Pub. Associates/Cornell University Press. ISBN 978-0-8014-4799-0. OCLC 312728177.
- Forster, Peter; Renfrew, Colin, ур. (2006). Phylogenetic Methods and the Prehistory of Languages. McDonald Institute Press, University of Cambridge. ISBN 978-1-902937-33-5. OCLC 69733654.
- Baum, David A.; Smith, Stacey D. (2013). Tree Thinking: an introduction to phylogenetic biology. Greenwood Village, CO: Roberts and Company. ISBN 978-1-936221-16-5. OCLC 767565978.
- Stuessy, Tod F. (2009). Plant Taxonomy: The Systematic Evaluation of Comparative Data. Columbia University Press. ISBN 978-0-231-14712-5.